# Bactris setulosa
Bactris setulosa (sin. Bactris cuvaro H.Karst., Bactris cuesa Crueg. ex Griseb., Bactris falcata J.R.Johnst., Bactris sworderiana Becc., Bactris kalbreyeri Burret, Bactris circularis L.H.Bailey, Bactris bergantina Steyerm.) é uma palmeira espinhosa de tamanho médio (5–10 m de altura, 6–10 cm de diâmetro), encontrada na Colômbia, Venezuela, Equador, Peru, Trinidad e Tobago e Suriname.